# Operation Guardian
Die Operation Guardian war eine Serie von 16 US-amerikanischen Kernwaffentests, die 1980 und 1981 auf der Nevada Test Site in Nevada durchgeführt wurde.

## Die einzelnen Tests der Guardian-Serie
| #  | Bombe       | Datum / Zeit (GMT)           | Testgelände | Testart | Sprengkraft   | Anmerkungen |
| -- | ----------- | ---------------------------- | ----------- | ------- | ------------- | ----------- |
| 1  | Dutchess    | 24. Oktober 1980 19:15 Uhr   | Area 7bm    | Schacht | <20 kT        |             |
| 2  | Miners Iron | 31. Oktober 1980 18:00 Uhr   | Area 12n.11 | Tunnel  | <20 kT        |             |
| 3  | Dauphin     | 14. November 1980 16:50 Uhr  | Area 9cq    | Schacht | <20 kT        |             |
| 4  | Serpa       | 17. Dezember 1980 15:10 Uhr  | Area 19ai   | Schacht | 20 bis 150 kT |             |
| 5  | Baseball    | 15. Januar 1981 20:25 Uhr    | Area 7ba    | Schacht | 20 bis 150 kT |             |
| 6  | Clairette   | 5. Februar 1981 18:00 Uhr    | Area 3kr    | Schacht | <20 kT        |             |
| 7  | Seco        | 25. Februar 1981 15:00 Uhr   | Area 8l     | Schacht | <20 kT        |             |
| 8  | Vide        | 30. April 1981 14:35 Uhr     | Area 8k     | Schacht | <20 kT        |             |
| 9  | Aligote     | 29. Mai 1981 16:00 Uhr       | Area 7bg    | Schacht | <20 kT        |             |
| 10 | Harzer      | 6. Juni 1981 18:00 Uhr       | Area 19aj   | Schacht | 20 bis 150 kT |             |
| 11 | Niza        | 10. Juli 1981 14:00 Uhr      | Area 9cr    | Schacht | <20 kT        |             |
| 12 | Pineau      | 16. Juli 1981 15:00 Uhr      | Area 7ao    | Schacht | <20 kT        |             |
| 13 | Havarti     | 5. August 1981 13:41 Uhr     | Area 10bg   | Schacht | <20 kT        |             |
| 14 | Islay       | 27. August 1981 14:31 Uhr    | Area 2er    | Schacht | <20 kT        |             |
| 15 | Trebbiano   | 4. September 1981 15:00 Uhr  | Area 3lj    | Schacht | <20 kT        |             |
| 16 | Cernada     | 24. September 1981 15:00 Uhr | Area 3kk    | Schacht | <20 kT        |             |